# Papieska elekcja 1181
Papieska elekcja 31 sierpnia – 1 września 1181 – papieska elekcja, która odbyła się po śmierci Aleksandra III i wybrała na jego następcę Lucjusza III. Była to pierwsza papieska elekcja, która odbywała się według konstytucji Licet de vitanda uchwalonej na Soborze Laterańskim III.

## KonstytucjaLicet de vitanda
Sobór laterański III, zwołany przez Aleksandra III w 1179 roku wprowadził nowe zasady wyboru papieża, które miały na celu przeciwdziałanie podwójnym elekcjom i schizmom, które w ciągu poprzednich ponad stu lat były zjawiskiem nagminnym. Konstytucja Licet de vitanda usankcjonowała dotychczasową praktykę, zgodnie z którą uprawnienia elektorskie przysługują wszystkim kardynałom, niezależnie od rangi, co położyło kres sporom dotyczącym interpretacji w tym zakresie dekretu „In Nomine Domini” z 1059. Inną nowością wprowadzoną przez konstytucję Licet de vitanda była zasada, że do wyboru papieża konieczna jest większość 2/3 głosów.
O skuteczności przyjętych wówczas rozwiązań świadczy najlepiej fakt, że przez blisko 150 lat po Soborze Laterańskim III nie było w Kościele antypapieży.

## Lista uczestników
Papież Aleksander III zmarł 30 sierpnia 1181 roku po 22 latach pontyfikatu, w trakcie których musiał stawiać czoło cesarzowi Fryderykowi Barbarossie i popieranym przez niego antypapieżom. Dopiero w ostatnich latach życia doszło do zawarcia między nimi pokoju i zakończenia schizmy. W chwili śmierci Aleksandra III Święte Kolegium liczyło najprawdopodobniej 25 kardynałów, z czego nie więcej niż 17 wzięło udział w wyborze następcy Aleksandra III:
- Ubaldo de Lucca (nominacja kardynalska: 17 grudnia 1138) – kardynał biskup Ostii; prymas Świętego Kolegium Kardynałów
- Teodino de Arrone (18 grudnia 1165) – kardynał biskup Porto e Santa Rufina
- Paolo Scolari (22 września 1179) – kardynał biskup Palestriny; archiprezbiter bazyliki liberiańskiej
- Alberto di Morra OPraem (22 grudnia 1156) – kardynał prezbiter S. Lorenzo in Lucina; protoprezbiter Świętego Kolegium Kardynałów; kanclerz Świętego Kościoła Rzymskiego
- Giovanni Conti da Anagni (20 grudnia 1158) – kardynał prezbiter S. Marco
- Pietro de Bono CanReg (18 grudnia 1165) – kardynał prezbiter S. Susanna
- Vibiano (8 marca 1175) – kardynał prezbiter S. Stefano al Monte Celio
- Cinzio Capello (15 marca 1158) – kardynał prezbiter S. Cecilia
- Uguccione Pierleoni (3 marca 1173) – kardynał prezbiter S. Clemente
- Ardoino da Piacenza CanReg (3 czerwca 1178) – kardynał prezbiter S. Croce in Gerusalemme
- Mathieu d’Anjou (23 września 1178) – kardynał prezbiter S. Marcello
- Laborans de Panormo (22 września 1173) – kardynał prezbiter S. Maria in Trastevere
- Giacinto Bobone (23 grudnia 1144) – kardynał diakon S. Maria in Cosmedin; protodiakon Świętego Kolegium Kardynałów
- Raniero da Pavia (8 marca 1175) – kardynał diakon S. Giorgio in Velabro
- Matteo CanReg (23 września 1178) – kardynał diakon S. Maria Nuova
- Graziano da Pisa (23 września 1178) – kardynał diakon Ss. Cosma e Damiano
- Rainier Magnus (23 września 1178) – kardynał diakon S. Adriano

Wśród elektorów było dwunastu nominatów Aleksandra III, trzech Adriana IV, jeden Innocentego II i jeden Lucjusza II.

### Nieobecni
Co najmniej ośmiu kardynałów, w tym sześciu mianowanych przez Aleksandra III i dwóch przez Adriana IV, nie uczestniczyło w elekcji:
- Konrad von Wittelsbach CanReg (18 grudnia 1165) – kardynał biskup Sabiny; arcybiskup Salzburga; legat papieski w Niemczech
- Henri de Marsiac OCist (marzec 1179) – kardynał biskup Albano; legat papieski w Langwedocji
- Pierre Ithier de Pavie CanReg (22 września 1173) – kardynał biskup Tusculum; arcybiskup elekt Bourges; legat papieski we Francji i Niemczech
- Guillaume de Champagne (marzec 1179) – kardynał prezbiter S. Sabina; arcybiskup Reims; legat papieski we Francji
- Ruggiero di San Severino OSB (1180) – kardynał prezbiter S. Eusebio; arcybiskup Benewentu
- Ardicio Rivoltella (22 grudnia 1156) – kardynał diakon S. Teodoro; prałat kolegiaty w Piadenie
- Simone Borelli OSB (21 września 1157) – kardynał diakon S. Maria in Domnica; opat Subiaco
- Leonato de Manoppello OSB (21 marca 1170) – kardynał diakon bez tytułu; opat S. Clemente w Casauria

## Wybór Lucjusza III
Kardynałowie zebrali się w celu wyboru następcy Aleksandra III już następnego dnia po jego śmierci. Drugiego dnia obrad, 1 września 1181 jednogłośnie wybrali sędziwego kardynała Ubaldo z Lukki, ostatniego żyjącego nominata Innocentego II. Elekt przyjął wybór i przybrał imię Lucjusz III. Jego intronizacja odbyła się w Velletri 6 września 1181 roku.

## Uzupełniające źródła internetowe
- Jaffé Philipp, Regesta pontificum Romanorum ab condita Ecclesia ad annum post Christum natum MCXCVIII, Vol. II, Lipsk 1888
- Sede Vacante 1181 (Notes by J. P. Adams)